# رضا غیاثی (داور فوتبال)
سید رضا غیاثی (زاده ۲ خرداد ۱۳۲۷ - ورامین) داور سابق، کارشناس و مدرس داوری فوتبال اهل ایران است.
وی سابقه عضویت و ریاست در سه دوره کمیته داوران فدراسیون فوتبال ایران را دارد.